# Wanderhirte
Der Beruf des Wanderhirten erlebt derzeit in einigen Regionen der Alpenländer eine Renaissance. In Zentralasien ist diese Wirtschaftsform hingegen nie verloren gegangen.

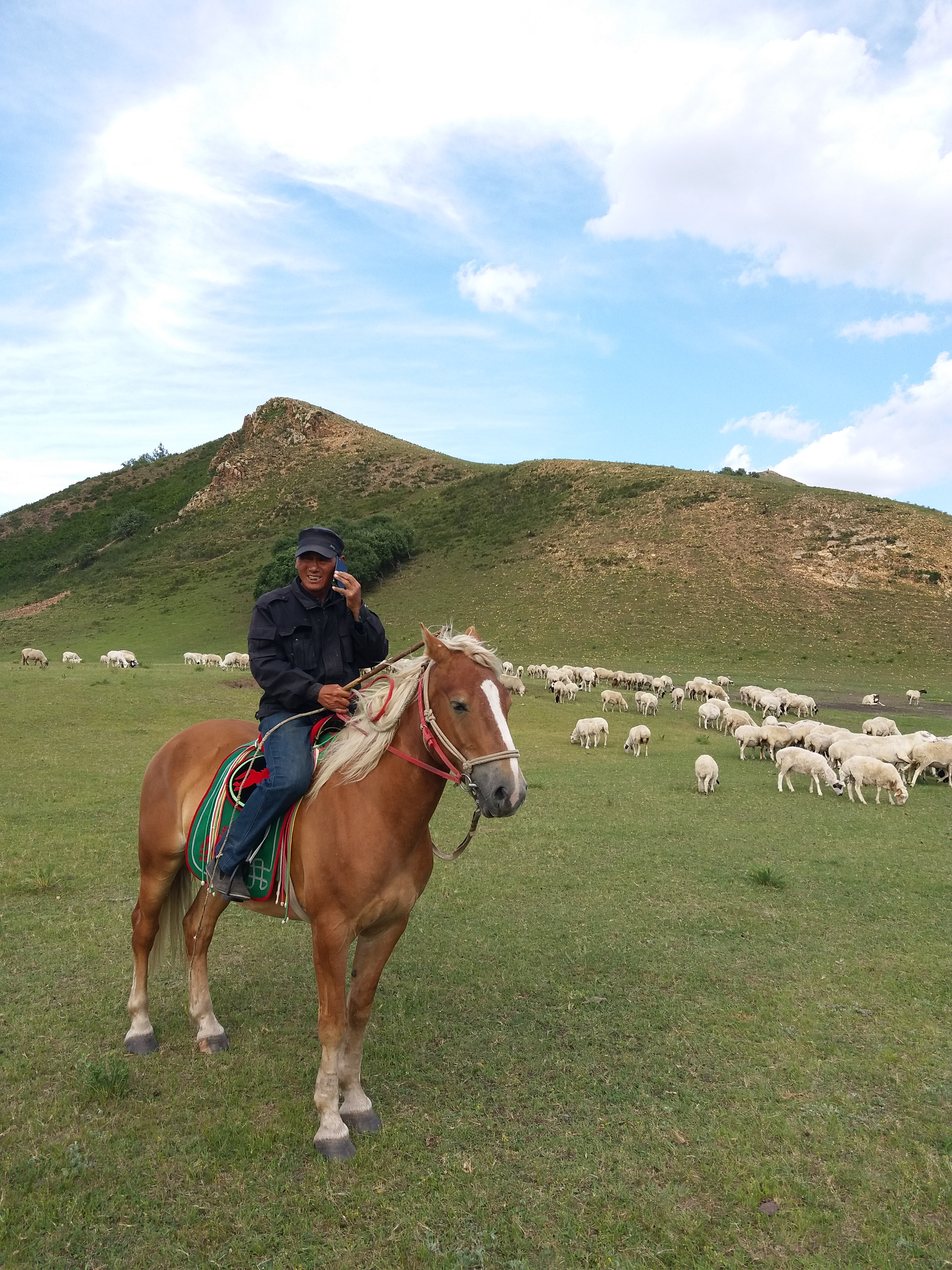
Mongolischer Schafhirte

In früheren Jahrhunderten gab es Wanderhirten auch in Europa meist dort, wo das Weideland wenig fruchtbar war und die Viehbestände der einzelnen Bauern gering. Der Wanderhirte war auf eine Tiergattung spezialisiert (vor allem Schafe, seltener Ziegen oder Rinder) und übernahm das Vieh (meist auch trächtige Muttertiere) zur Betreuung vor allem über das Sommerhalbjahr.
Heute gibt es vereinzelte Wanderhirten, z. B. in der Steiermark auch durchs ganze Jahr, doch suchen sie in kälteren Winterwochen eine Unterkunft auf. Die Frage der Weiderechte, die früher durch Usus geregelt waren, ist jedoch nicht generell geklärt.